# پیچلبا، ویکتوریا
پیچلبا (به انگلیسی: Peechelba) یک منطقهٔ مسکونی در استرالیا است که در ویکتوریا (استرالیا) واقع شده‌است.